# Jesús Vidal Chamorro
Jesús Vidal Chamorro (Madrid, 6 de mayo de 1974) es un sacerdote católico y teólogo español, obispo de Segovia desde 2024. Fue obispo auxiliar de Madrid, entre 2017 y 2024.

## Biografía
Nació el 6 de mayo de 1974, en la ciudad española de Madrid, y pasó su infancia en el distrito de Ciudad Lineal.
En 1997, tras realizar estudios en la Facultad de Ciencias Económicas y Empresariales de la Universidad Complutense de Madrid, obtuvo la licenciatura. Ese mismo año, ingresó en el Seminario Conciliar de Madrid, donde cursó sus estudios eclesiásticos.
En 2007, obtuvo la licenciatura en Teología moral por la Universidad Eclesiástica San Dámaso.

### Presbítero
Su ordenación sacerdotal fue el 8 de mayo de 2004, en la Catedral de la Almudena, a manos del cardenal-arzobispo Antonio María Rouco Varela; incardinándose en la archidiócesis de Madrid.
Como sacerdote desempeñó los siguientes ministerios:
- Vicario parroquial de Nuestra Señora del Rosario de Fátima (2004).
- Viceconsiliario (2004-2008), y consiliario diocesano (2008-2015) de Acción Católica General de Madrid.
- Consiliario diocesano (2008-2013), y vice consiliario nacional (2010-2014) de Manos Unidas.
- Rector del Oratorio del Santo Niño del Remedio (2008-2015).
- Miembro del Consejo presbiteral (2012-2017).
- Delegado episcopal de Infancia y Juventud (2013-2015).
- Rector del Seminario Conciliar de Madrid (2015-2018).
- Párroco de Santa María de la Cabeza (2016-2017).
- Miembro del Colegio de Consultores (2017).

### Episcopado
Obispo auxiliar de Madrid
El 29 de diciembre de 2017, el papa Francisco lo nombró obispo auxiliar de Madrid, junto a José Cobo Cano y Santos Montoya. Fue consagrado el 17 de febrero de 2018, en la Catedral de la Almudena, a manos del cardenal-arzobispo Carlos Osoro. En ese momento contaba con 43 años, por lo que pasaba a ser el obispo más joven de España.
El 11 de noviembre de 2020, fue nombrado miembro del Dicasterio para el Servicio del Desarrollo Humano Integral ad quinquennium.
El 21 de septiembre de 2022, fue nombrado administrador apostólico sede vacante de Alcalá de Henares, cargo que ejerció hasta la posesión del nuevo obispo Antonio Prieto Lucena el 10 de junio de 2023.

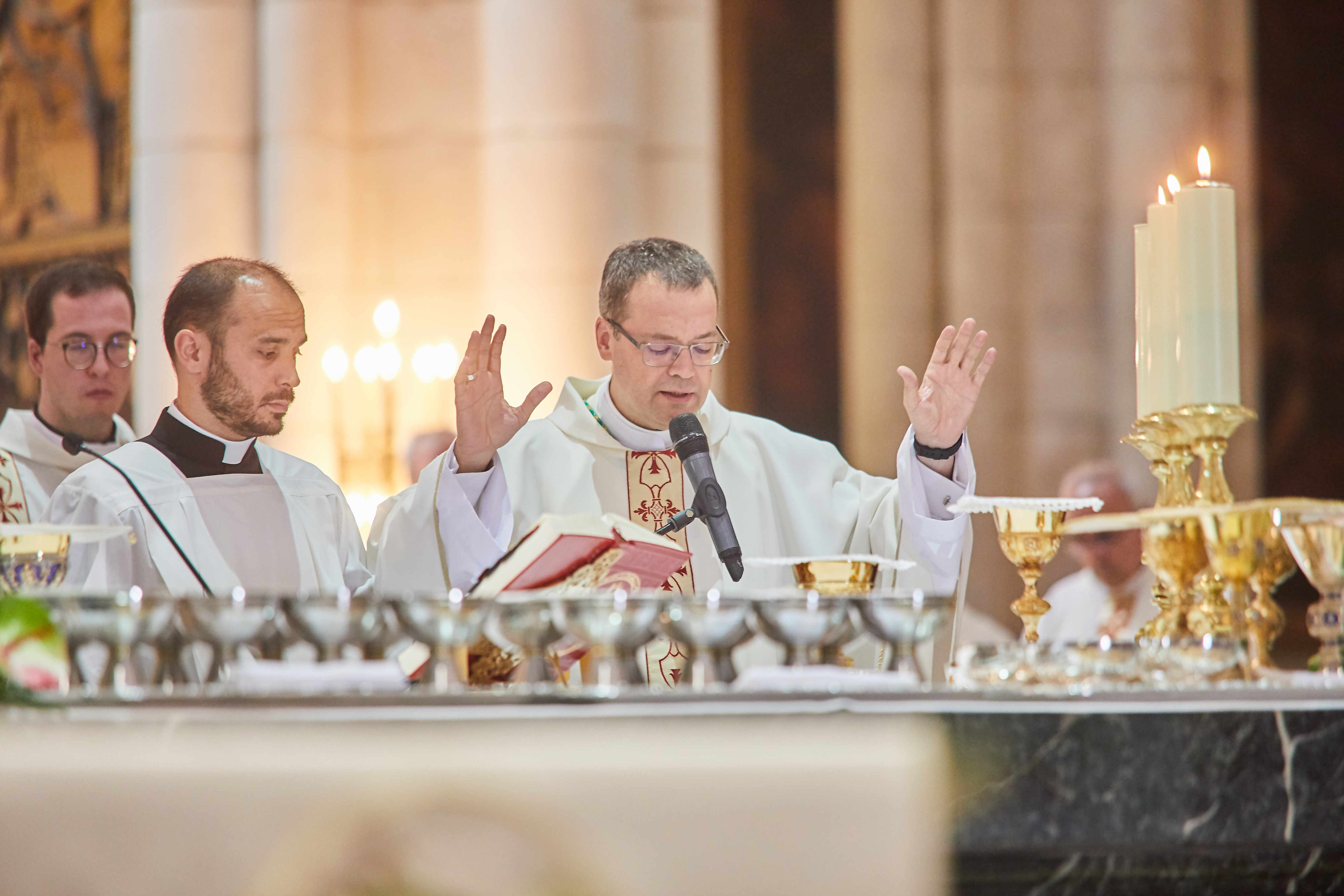
Vidal concelebrando en la posesión canónica de José Cobo Cano (2023).

El 28 de noviembre de 2023, se hizo público su nombramiento como referente apostólico para la actualización de la formación sacerdotal inicial en los seminarios en España.
- Vicario general y moderador de curia diocesana (2023-2024).[9]

En la Conferencia Episcopal Española (CEE), fue miembro de la Comisión Episcopal de Seminarios y Universidades (2018-2020).
Obispo de Segovia
El 3 de diciembre de 2024, fue nombrado obispo de Segovia. Tomó posesión canónica el 18 de enero de 2025, durante una ceremonia en la Catedral de Segovia. Durante su homilía, resaltó un mensaje inclusivo y de acogida: «el Señor acoge en su Iglesia a todos».
En la CEE es, desde marzo de 2020, vicepresidente Comisión Episcopal para el Clero y Seminarios y presidente de la Subcomisión Episcopal para los Seminarios. También es, desde julio de 2024, patrono de la Fundación Mater Clementissima junto con Jesús Pulido Arriero.

## Escudos de armas
|                           |
| Obispo auxiliar de Madrid |

|                   |
| Obispo de Segovia |